# Itaguajé
Itaguajé är en kommun i Brasilien.   Den ligger i delstaten Paraná, i den södra delen av landet, 900 km sydväst om huvudstaden Brasília. Antalet invånare är 4 568.
Trakten runt Itaguajé består i huvudsak av gräsmarker. Runt Itaguajé är det ganska glesbefolkat, med 29 invånare per kvadratkilometer.